# 奥西耶圣母村
奥西耶圣母村（法語：Notre-Dame-de-l'Osier）是法国伊泽尔省的一个市镇，位于该省中部偏西，属于格勒诺布尔区。该市镇总面积8.38平方公里，2009年时的人口为508人。

## 人口
奥西耶圣母村人口变化图示